# Liste des bâtiments de l'Université Laval
Pour un article plus général, voir Université Laval.
Liste des bâtiments actuels de l'Université Laval, à Québec.

## Liste des bâtiments

### Campus principal
- Pavillon Envirotron
- La Petite Cité (garderie)
- Maison Eugène-Roberge
- Maison Michael-John-Brophy
- Maison Marie-Sirois
- Pavillon Abitibi-Price
- Pavillon Adrien-Pouliot
- Pavillon Agathe-Lacerte
- Pavillon Alexandre-Vachon
- Pavillon Alphonse-Marie-Parent
- Pavillon H.-Biermans-L.-Moraud
- Pavillon Jean-Charles-Bonenfant
- Pavillon Louis-Jacques-Casault

Plan du campus principal

- Pavillon Gérard-Bisaillon (centrale d'énergie)
- Pavillon Charles-De Koninck
- Pavillon Charles-Eugène-Marchand
- Pavillon Paul-Comtois
- Pavillon J.-A.-DeSève
- Pavillon Alphonse-Desjardins
- Pavillon de l'éducation physique et des sports
  - Stade TELUS-Université Laval
- Pavillon Ernest-Lemieux
- Pavillon de l'Est
- Pavillon Félix-Antoine-Savard
- Pavillon Ferdinand-Vandry
- Pavillon La Laurentienne
- Pavillon Maurice-Pollack
- Pavillon de médecine dentaire
- Pavillon Palasis-Prince
- Pavillon des services
- Pavillon Jeanne-Lapointe
- Pavillon Gene-H.-Kruger
- Pavillon d'optique photonique laser

- Institut nordique du Québec

### Campus du centre-ville
- Édifice La Fabrique
- Édifice du Vieux-Séminaire-de-Québec

### Hors campus
- Bureau de Lévis
- Bureau de Montréal
- Centre hospitalier universitaire de Québec
- Maison Biard (Percé)
- Forêt Montmorency
- Station agronomique de Saint-Augustin
- Hôpital de la Marine (disparu)